# Исаковская (муниципальное образование «Строевское»)
Исаковская — деревня в Устьянском районе Архангельской области.

## География
Находится в южной части Архангельской области на расстоянии приблизительно 47 км на север-северо-восток по прямой от административного центра района поселка Октябрьский.

## История
В 1939 году деревня отмечалась в Кузоверском сельсовете Устьянского района. До 2021 года деревня входила в Строевское сельское поселение, с 2021 до 2022 года в Березницкое сельское поселение до его упразднения.

## Население
Численность населения: 1 человек (русские 100 %) в 2002 году, 2 в 2010.